# 上村進
上村 進（かみむら すすむ、1883年1月23日 - 1969年5月19日）は、日本の弁護士、政治家。元衆議院議員（日本共産党公認）。自由法曹団設立に関わり、同団体の団長も務めた。

## 来歴
新潟県南魚沼郡塩沢町（現在の南魚沼市）出身。早稲田大学専門部法律科及び中央大学卒業。日露戦争に従軍し、退役後上京、二六新報社に入社した。1915年、弁護士試験に合格、弁護士となった。1920年には普選演説会で首相や両院議長に対して、普選反対議員へ天誅を行う旨の決議文を提出したこと（天誅事件）で起訴される（後に無罪判決）。翌年布施辰治や山崎今朝弥らと自由法曹団を結成し、労働運動、農民争議への支援を精力的に行った。
1926年には労働農民党結党に加わり、同党中央執行委員を経て1928年の第1回普通選挙に出馬するも落選。同党解散を受け、1929年には大山郁夫らと新労農党を立ち上げるが後に離党する。1931年解放運動犠牲者弁護士団へ参加、1933年には日本労農弁護士団団長として三・一五事件や四・一六事件の弁護に当たる中、同年治安維持法違反で検挙・起訴。懲役2年の判決を受けるが、転向声明を出したことにより執行猶予となる。
戦後は自由法曹団の再建に尽力しながら平事件、三鷹事件で被告の弁護を引き受ける。1949年の衆院選で旧新潟1区から立候補し初当選。しかし、占領政策に反したとして1951年9月に逮捕される。不起訴処分となったが、公職追放（レッドパージ）となった。
その後は日本労働組合総評議会（総評）弁護団員などを務めた。
1969年5月19日、急性肺炎により静岡県沼津市の医師会病院で死去。86歳。

## 主著
- 『新勞農黨樹立の提案:親愛なる全國の戰闘的勞働者農民諸君の前に』（同人社、1929年8月）大山郁夫、細迫兼光との共著
- 『生産管理の合法性について』（勞農運動救援會法律部、1948年4月）
- 『労農露国革命憲法論』（三宝閣、1925年）